# Raveniola ferghanensis
Espèce
Synonymes
- Brachythele ferghanensis Zonstein, 1984

Raveniola ferghanensis est une espèce d'araignées mygalomorphes de la famille des Nemesiidae.

## Distribution
Cette espèce se rencontre au Kirghizistan, au Tadjikistan et en Ouzbékistan vers la vallée de Ferghana et au Kazakhstan dans le district de Saryaghash,.

## Description
Le mâle holotype mesure 14,5 mm et la femelle paratype 24,2 mm.
Le mâle décrit par Zonstein en 2024 mesure 16,70 mm et la femelle 26,40 mm.

## Systématique et taxinomie
Cette espèce a été décrite sous le protonyme Brachythele ferghanensis par Zonstein en 1984. Elle est placée dans le genre Raveniola par Zonstein en 1987.

## Étymologie
Son nom d'espèce, composé de ferghan[a] et du suffixe latin -ensis, « qui vit dans, qui habite », lui a été donné en référence au lieu de sa découverte, la vallée de Ferghana.

## Publication originale
- Zonstein, 1984 : « New species of mygalomorph spiders of the genus Brachythele (Aranei: Dipluridae: Diplurinae) in southern Kirghiz. » Fauna and Ecology of Arachnids, University of Perm, p. 41-45.